# Samuel Richard Contreras
Samuel Richard Contreras est un ancien arbitre de football de la République dominicaine.

## Carrière
Il a officié dans des compétitions majeures : 
- Coupe du monde de football des moins de 17 ans 2001 (2 matchs).
- Gold Cup 2002 (2 matchs).